# زوكلوبينثيكسول
زوكلوبينثيكسول(Zuclopenthixol)، الذي يباع تحت الإسم التجاري كلوبيكسول (Clopixol)من بين أسماء أخرى، هو دواء يستخدم لعلاج الفصام وحالات الذهان الأخرى.  و يمكن تناوله عن طريق الفم أو عن طريق الحقن في العضل، وذلك اعتمادًا على التركيبة. 
قد تشمل الآثار الجانبية له على: القلق والاكتئاب و ارتفاع نسبة السكر في الدم و مشاكل في الكبد والخلل الجنسي و صعوبة النوم كذلك.  كما تجدر الإشارة إلى أنه يجب استخدام جرعات أقل لمن يعانون من مشاكل في الكبد أو الكلى.  و هو مضاد للذهان تقليدي . و من المسموح استعمال الدواء أثناء الرضاعة الطبيعية. 
عزل زوكلوبينثيكسول في عام 1962 ودخل حيز الاستخدام الطبي في عام 1978.   ووفق على استخدامه في أستراليا و كندا و نيوزيلندا و المملكة المتحدة؛ لكن ليس في الولايات المتحدة.    و تتوفر بعض الأشكال منه كأدوية مكافئة أيضاً.  تركيبة ديكانوات طويلة المفعول مدرجة في قائمة منظمة الصحة العالمية للأدوية الأساسية كبديل للفلوفينازين.  وفي المملكة المتحدة، فهي غير مكلفة نسبيًا اعتبارًا من عام 2022. 